# منتخب فنلندا لكرة القدم للسيدات
منتخب فنلندا لكرة القدم للسيدات هو الممثل الرسمي لدولة فنلندا في منافسات كرة القدم النسائية أبرز إنجازاته تحقيق كأس العالم لكرة القدم للسيدات 1978.

## المشاركات

### في كأس العالم
- 1978 : البطل (بطولة غير رسمية)
- 1991 : التصفيات
- 1995 : التصفيات
- 1999 : التصفيات
- 2003 : التصفيات

### في البطولة الأوروبية
- 1984 : الدور التمهيدي
- 1987 : الدور التمهيدي
- 1989 : الدور التمهيدي
- 1991 : الدور التمهيدي
- 1993 : الدور التمهيدي
- 1995 : الدور التمهيدي
- 1997 : الدور التمهيدي
- 2001 : الدور التمهيدي
- 2005 : نصف النهائي
- 2009 : ربع النهائي